# Reprezentacja Brazylii w piłce nożnej mężczyzn
Reprezentacja Brazylii w piłce nożnej mężczyzn – drużyna piłkarska reprezentująca Federacyjną Republikę Brazylii w zawodach międzynarodowych. Za jej funkcjonowanie odpowiedzialna jest Confederação Brasileira de Futebol, organ zarządzający piłką nożną w Brazylii. W reprezentacji mogą występować wyłącznie zawodnicy posiadający obywatelstwo brazylijskie.
Reprezentacja Brazylii jest najbardziej utytułowaną narodową drużyną piłkarską na świecie. Jako jedyna w historii pięć razy zdobyła Puchar Świata (w 1958, 1962, 1970, 1994 i 2002 roku), ponadto dziewięciokrotnie była najlepsza w rozgrywkach o Copa América (w 1919, 1922, 1949, 1989, 1997, 1999, 2004, 2007, 2019 roku), oraz czterokrotnie triumfowała w rozgrywkach o Puchar Konfederacji (w 1997, 2005, 2009, 2013 roku). Są jedyną reprezentacją, która brała udział we wszystkich mistrzostwach świata w piłce nożnej.

## Historia reprezentacji

### Początki i pierwszy mecz
Pierwszym „międzypaństwowym” meczem na terenie Brazylii było rozegrane 31 lipca 1906 spotkanie pomiędzy południowoafrykańskim South Africa F.C. a złożoną w większości z brytyjskich graczy reprezentacją stanu São Paulo. W wyniku nieporozumień pomiędzy lokalnymi związkami sportowymi, Seleção Paulista wystąpiła bez kilku najlepszych zawodników ponosząc wysoką porażkę 0:6. Między 1906 a 1913 rozegrano wiele innych meczów o podobnym charakterze, ale żaden z nich nie mógł być uznany za oficjalny, gdyż były to zazwyczaj konfrontacje zespołów klubowych, stanowych lub złożonych z obcokrajowców występujących w brazylijskich drużynach. W tym okresie trwała już na dobre rywalizacja o to, który ze związków piłkarskich stanu São Paulo zdobędzie największe wpływy i prawo do powoływania reprezentacji kraju. Spór pomiędzy Associacão Paulista de Esportes Athléticos (Apea) a Liga Paulista de Foot-Ball (LPF) wykorzystała Liga Metropolitana de Sports Athléticos (LMSA) z Rio de Janeiro kierowana przez prezydenta Álvaro Zamitha. 8 czerwca 1914 założyła ona (wraz ze wspierającą ją Apea) Federação Brasileira de Sports (FBS). Od tej pory był to najwyższy oficjalny organ odpowiedzialny za brazylijski sport, w tym oczywiście reprezentację piłkarską.
Miesiąc później nadarzyła się okazja do powołania po raz pierwszy drużyny narodowej. Do Brazylii przybył angielski Exeter City F.C., który wzbudził ogromną sensację wśród miejscowych fanów futbolu. Profesjonalny, choć ledwie trzecioligowy klub traktowany był z czcią godną największych gwiazd piłki nożnej.
FBS powołał na mecz najlepszych graczy, jakich posiadały dwa największe ośrodki piłkarskie kraju: São Paulo i Rio de Janeiro. 21 lipca 1914 na boisku klubu Fluminense w Rio de Janeiro, w obecności 5000 widzów, Brazylia niespodziewanie łatwo pokonała Brytyjczyków 2-0. Jako pierwszy na listę strzelców wpisał się Oswaldo Gomes (15. minuta), a końcowy wynik ustalił kwadrans później Osman. Anglicy zaskoczeni świetną grą Brazylijczyków, i nie mogący sobie z nią poradzić, uciekali się do nieczystych zagrań, w wyniku których kapitan i najlepszy na boisku Rubens Salles doznał kontuzji żeber, a Arthur Friedenreich stracił dwa zęby.
Historyczny skład Brazylii:
Marcos de Mendonça (klub: Fluminense) – Píndaro (Flamengo), Nery (Flamengo) – Sylvio Lagreca (AA São Bento), Rubens Salles (Paulistano), Rolando (Botafogo) – Abelardo (Botafogo), Oswaldo Gomes (Fluminense), Friedenreich (Ypiranga), Osman (América), Formiga (Ypiranga). Sztab szkoleniowy: Sylvio Lagreca, Rubens Salles (kapitan).
Pomimo że mecz nie mógł być uznany za oficjalny, to jednak był on pierwszym, w którym najlepsi ówcześnie piłkarze, powołani przez najwyższy związek sportowy w kraju, wystąpili pod nazwą „Brazylia”.
Pierwszym w pełni oficjalnym spotkaniem międzypaństwowym „Canarinhos” (jeszcze tak nie nazywanym) był mecz w Buenos Aires (20 września 1914) przeciwko Argentynie, przegrany 0-3. Gole dla Argentyny zdobyli Izaguirre (dwie) i Molfino.
Brazylia wystąpiła w składzie:
Marcos de Mendonça – Píndaro, Nery – Octávio Egydio (klub: AA Palmeiras), Sylvio Lagreca, Pernambuco (Fluminense) – Millon (Paulistano), Oswaldo Gomes, Friedenreich, Barthô (Fluminense), Arnaldo (Paulistano). Sztab szkoleniowy: Sylvio Lagreca, Rubens Salles (kapitan).

### Powstanie CBD
Przegrana w wyścigu o władzę w brazylijskim futbolu, LPF nadal nie rezygnowała z walki. Dnia 3 marca 1915 kierownictwo organizacji założyło nowy związek: Federação Brasileira de Futebol (FBF), który miał na celu rywalizację z FBS i w efekcie przejęcie kierownictwa nad krajową piłką. Prezes FBF Mário Sérgio Cardim działał błyskawicznie. Już następnego dnia wystąpił z podaniem o przyjęcie związku do CONMEBOL i otrzymał pozytywną odpowiedź. Wkrótce potem także FIFA potwierdziła rozpoczęcie procedury włączenia FBF w poczet swoich członków.
Sytuacja między FBF a FBS stawała się patowa, a skomplikowała się jeszcze bardziej, gdy Argentyński Związek Piłki Nożnej wysłał Brazylii zaproszenie do udziału w pierwszych mistrzostwach Ameryki Południowej 1916 roku. Co prawda FBF była już członkiem CONMEBOL i naturalnie miała pierwszeństwo wystawienia reprezentacji kraju, to jednak FBS dysponowała niemal wszystkimi piłkarzami z Rio de Janeiro i dużą częścią zawodników z São Paulo. Aby rozwiązać ten impas spowodowany rywalizacją obu związków, minister spraw zagranicznych Brazylii Lauro Müller zaprosił do siebie 19 czerwca 1916 prezesów obu zwaśnionych stron: Álvaro Zamitha (FBS), Mário Sérgio Cardima (FBF) oraz Joaquima Antônio de Souzę Ribeiro (LMSA). Po kilku godzinach dyskusji i narad padła propozycja założenia Brazylijskiej Konfederacji Sportu (Confederação Brasileira de Desportos – CBD), zrzeszającej wszystkie związki piłkarskie, a także kilka innych krajowych organizacji sportowych. 21 czerwca 1916 podpisano porozumienie pomiędzy stronami ostatecznie likwidujące FBF i FBS, a powołujące do życia CBD z prezesem Àlvaro Zamithem na czele. 9 lipca, nowa organizacja została oficjalnie przyjęta do CONMEBOL. W grudniu 1916 CBD dokonała wstępnej rejestracji w FIFA, aby 20 maja 1923 definitywnie stać się członkiem największego związku piłkarskiego.
W 1979 roku, w wyniku zmian strukturalnych zainicjowanych przez rząd, odpowiedzialna do tej pory za wszystkie dyscypliny sportowe, CBD przemianowana została (24 września) na CBF, a jej zakres działalności ograniczył się tylko do piłki nożnej.

### Złote jedenastki

#### 1962
Brazylia jako obrońca tytułu miała zagwarantowany start w Mistrzostwach Świata w 1962 w Chile. Aymoré Moreira, który objął drużynę w 1961 roku, zabrał na Mundial ośmiu nowych zawodników, ale pozostawił w kadrze niemal wszystkich piłkarzy, którzy stanowili trzon zwycięskiej drużyny sprzed 4 lat. W pierwszym meczu przeciwko Meksykowi tylko dwóch graczy z finałowego spotkania ze Szwecją w 1958 nie znalazło się w wyjściowym składzie: Bellini, zastąpiony będącym w lepszej formie Mauro, oraz Orlando, który nie został powołany do reprezentacji, ponieważ występował w argentyńskim Boca Juniors, a przez to trenerzy nie mogli go obserwować. W premierowej grze zastąpił go Zózimo.

Mecz z Meksykanami zakończył się łatwym zwycięstwem 2:0, po golach Zagallo i Pelé. W kolejnym meczu z Czechosłowacją, zremisowanym 0-0, wydarzył się incydent, który mógł mieć fatalny wpływ na występ Brazylii podczas finałów. W 27. minucie spotkania kontuzji lewego uda doznał Pelé. Była ona na tyle poważna, że piłkarz musiał pożegnać się z mistrzostwami. Obawiano się, że dla całej drużyny Brazylii będzie to koniec turnieju, zwłaszcza że czekał ich mecz z mocną Hiszpanią, który musieli wygrać, aby uniknąć oczekiwania na rezultat meczu Czechosłowacja – Meksyk. Pelego w kolejnych meczach zastąpił jego rówieśnik Amarildo. Potyczka z Hiszpanami okazała się szalenie trudna dla drużyny Brazylii. W 35. minucie prowadzenie dla Hiszpanii uzyskał Adelardo strzelając na 1:0. Wynik mógł być wyższy, jednak wielkie szczęście sprzyjało tego dnia „Canarinhos”. Chilijski sędzia Sergio Bustamante nie uznał gola dla Hiszpanów zdobytego prawidłowo, a także nie zauważył, że faul Níltona Santosa na Adelardo miał miejsce w polu karnym i podyktował jedynie rzut wolny. Szczęściem Brazylijczyków było także to, że posiadali w swoim składzie genialnego Garrinchę oraz Amarildo, który zdobywając dwie bramki w końcówce meczu dał zwycięstwo mistrzom świata i awans do ćwierćfinału.
Ćwierćfinałowe spotkanie z Anglią miało dodatkowy smaczek, gdyż obrońca Ronald Flowers ogłosił publicznie, że wyłączy Garrinchę z gry. Niestety, zadanie to się nie powiodło – Garrincha strzelił dwie bramki (w tym jedną głową), trzecią bramkę dodał Vavá, a Anglicy odpowiedzieli tylko trafieniem Hitchensa. Zwycięstwo otworzyło Brazylijczykom drogę do półfinału, w którym mieli zmierzyć się z gospodarzami turnieju – Chile. Był to, jak się okazało, kolejny łatwy mecz. Znów błyszczeli Garrincha i Vavá (zdobyli po dwa gole), a Toro i Sánchez zdołali jedynie zmniejszyć rozmiary porażki. Niestety, znakomity tego dnia Mané Garrincha dał się sprowokować chilijskiemu pomocnikowi Eladio Rojasowi i w 83. minucie ujrzał czerwoną kartkę. Dla Brazylijczyków miało to oznaczać brak Garrinchy w finale. W ten sposób João Havelange (ówczesny prezydent brazylijskiego związku piłkarskiego) był zmuszony przekonać urugwajskiego sędziego liniowego Estebana Marino, który jako jedyny widział i zgłosił sędziemu głównemu całe boiskowe zajście, do opuszczenia Chile przed dniem, w którym sprawa Garrinchy miała się rozstrzygać (czerwona kartka nie oznaczała jeszcze przymusowej pauzy, decydowała o tym komisja sędziowska). Wobec absencji sędziego i niemożności uzyskania wiarygodnego zeznania, Garrincha nie został ukarany i mógł zagrać w decydującej rozgrywce. W finale wystąpił z wysoką gorączką i nie pokazał w pełni swoich umiejętności, jednak sama jego obecność na boisku napawała Czechosłowaków obawą o wynik. W tym celu trener Rudolf Vytlačil nakazał, aby przy Garrinchy znajdowało się zawsze dwóch obrońców. Tym sposobem otworzyła się przestrzeń dla Amarildo, który zagrał doskonały mecz. Pierwszą bramkę zdobyła jednak Czechosłowacja (Masopust w 15. minucie), ale momentalnie wyrównał Amarildo. Remis utrzymywał się aż do 69. minuty, ale wtedy Amarildo dośrodkował wprost na głowę Zito, który strzelił gola uzyskując prowadzenie dla Brazylii. W 78. minucie, Vavá zdobywając trzecią bramkę przypieczętował zwycięstwo nowych-starych mistrzów Świata.
Brazylia obroniła tytuł zdobyty 4 lata wcześniej, a gra Garrinchy (razem z Vavą i innymi kilkoma graczami był najlepszym strzelcem – 4 gole) podczas turnieju uznawana jest za najlepszy indywidualny występ, porównywany jedynie z popisami Diego Maradony w 1986 roku w Meksyku.
Mistrzowski skład Brazylii: Gilmar – Djalma Santos, Mauro, Zózimo, Nílton Santos – Zito, Didi – Garrincha, Vavá, Amarildo, Zagallo. W dwóch pierwszych meczach turnieju na pozycji Amarildo zagrał Pelé (w całym turnieju trener Brazylijczyków skorzystał tylko z 12 zawodników).

#### 1970
Brazylia z mundialu w Meksyku jest uważana przez wielu za najlepszą drużynę w historii
mistrzostw świata. Zespół Mario Jorge Lubo, zwanego Zagallo, grał efektowny i efektywny futbol.
Jednak ta drużyna miała wielu ojców. Jednym z nich był Joao Saldanha, który przestawił drużynę na system 1-4-3-3. Czterem obrońcom, którym zabronił gry w linii, dodał jeszcze defensywnego pomocnika, który jeśli drużyna się broniła, stawał się piątym defensorem. Miejsce na środku pola zajmował wtedy cofający się środkowy napastnik. Podstawowy skład Brazylii wyglądał następująco: Félix – Carlos Alberto, Brito, Piazza, Everaldo – Gérson, Clodoaldo, Rivelino – Jairzinho, Pelé, Tostão.
Brazylia rozpoczęła swój zwycięski marsz od 4:1 z Czechosłowacją (bramki: Rivelino 24, Pelé 60, Jairzinho 64, 83 – Petras 12), następnie 1:0 z Anglią (Jairzinho 69) i 3:2 z Rumunią (Pelé 20, 66, Jairzinho 22 – Dumitrache 33, Demborschi 83) w ćwierćfinale 4:2 z Peru (Rivelino 11, Tostao 18, 52, Jairzinho 76, Gallardo 28, Cubillas 69), w półfinale 3:1 z Urugwajem (Clodoaldo 45, Jairzinho 76, Rivelino 90 – Cubilla 19), finał 4:1 z Włochami (Pelé 18, Gerson 66, Jairzinho 71, Carlos Alberto 87 – Boninsegna 37).
Mistrzostwa w Meksyku były trudne z kilku powodów: m.in. ogromne wysokości na jakich odbywały się mecze, wysoka temperatura przy jakich grano. Przygotowania Brazylii trwały od 12 lutego 1970 przez 19 tygodni i pochłonęły 1,5 mln dolarów. Jednak zawodnicy znali się na pamięć, na każdym treningu Gerson wykonywał około 50 podań, po których piłka leciała 40-50 metrów i spadała koledze do stóp. Potem były przygotowania kondycyjne za które odpowiadał Carlos Alberto Parreira (późniejszy trener mistrzowskiej drużyny Brazylii z 1994 roku). Dzięki temu Brazylia dawała sobie radę z przeciwnikami grającymi różnymi stylami. Z Anglią wygrali po bramce Jairzinho z akcji a której uczestniczyło pół drużyny, a Tostão tańczył na polu karnym między zdezorientowanymi angielskimi obrońcami. Wspaniały strzał Pelégo obronił Gordon Banks. Ta parada została uznana za najlepszą akcję bramkarza w XX wieku. W ćwierćfinale łatwo poradzili sobie z Peru (trenowane przez Didiego). W półfinale Pelé mógł wreszcie spełnić swoją dziecięcą przysięgę pomszczenia rodaków, którzy przegrali w 1950 finałowy mecz z Urugwajem na Maracanie. I choć Canarinhos przegrywali długo, w końcówce rozstrzygnęli losy spotkania. Bramki Urugwaju bronił Ladislao Mazurkiewicz, Polak z pochodzenia, uznany później najlepszym bramkarzem mistrzostw. Finał był taki, jak i reszta meczów z udziałem Brazylijczyków i choć Włochom nie można było w tym meczu odmówić ambicji, byli skazani na porażkę. W 18. minucie Pelé oszukał włoskich obrońców i strzelił bramkę. W 37. minucie Włosi odpowiedzieli golem Roberto Boninsegny, ale to była jedyna udana z nielicznych akcji Włochów na połowie Brazylii. Po tym golu Italia skupiła się na tym co potrafi najlepiej, czyli na obronie i utrudnianiu gry przeciwnikowi. Jednak Brazylia była pewna swego, Canarinhos wymieniali dziesiątki podań i wreszcie w 66. minucie malutki rozgrywający Gerson strzałem z 20 metrów pokonał włoskiego bramkarza. 5 minut później zagrał do Pelé, ten głową do Jairzinho, i ten ostatni strzelił trzecią bramkę. Ostatni gol padł po akcji całego zespołu, a strzelcem był obrońca i kapitan Carlos Alberto. Brazylia sięgnęła po tytuł mistrza świata po raz trzeci i zdobyła złotą Nike na własność.

#### 1994
Brazylia, która po dwudziestoczteroletniej przerwie, w 1994 roku okazała się najlepsza w finałach mistrzostw świata, nazywana jest najbardziej defensywnie grającym zespołem Canarinhos, jaki kiedykolwiek wystąpił na Mundialu. Po wyjściu z pierwszego miejsca z grupy w kolejnych spotkaniach aż do finału Brazylijczycy wygrywali tylko jedną bramką (1:0 ze Stanami Zjednoczonymi, 3:2 z Holandią i 1:0 ze Szwecją), a w bezpośredniej batalii o Puchar Świata, podobnie jak i Włosi, nie strzelili żadnego gola i o zwycięstwie musiały, po raz pierwszy w historii, zadecydować rzuty karne. Lepszymi egzekutorami jedenastek okazali się podopieczni Carlosa Alberto Parreiry, którzy wygrali 3:2. Przy czwartym tytule znów obecny był Mário Zagallo, tym razem jako asystent selekcjonera.
Trener Parreira przywiązany był do ustawienia 4-2-2-2, z czwórką obrońców, dwójką defensywnych pomocników, dwójką bocznych i dwójką napastników. Podobnej myśli taktycznej hołdował w czasie trzeciej kadencji na stanowisku selekcjonera reprezentacji w latach 2003–2006, ale na Mundialu 2006 Brazylijczycy nie powtórzyli wyczynu ze Stanów Zjednoczonych i odpadli już w ćwierćfinale. W 1994 roku centralnymi postaciami zespołu byli defensywni pomocnicy Mauro Silva (26 lat) i Dunga (31), który od meczu drugiej rundy z gospodarzami turnieju pełnił, zamiast Raía (29), zmienionego przez Mazinho (28), obowiązki kapitana. Obaj nie tylko asekurowali swoich obrońców, ale i byli odpowiedzialni za rozgrywanie piłki, najczęściej środkiem pola, bez udziału będących w słabszej formie skrzydłowych, ale bezpośrednio do duetu napastników. Mauro Silva często decydował się także na uderzenia na bramkę zza pola karnego.
Równie ofensywnie usposobieni byli boczni obrońcy, szczególnie występujący po lewej stronie Leonardo (25), który w swoim klubie São Paulo FC grał w drugiej linii. W spotkaniu ze Stanami Zjednoczonymi otrzymał czerwoną kartkę i w pozostałych trzech meczach, w tym w finale, zastępował go Branco (30). Obrońca Fluminense Football Club także inicjował ataki oraz potrafił zagrozić rywalom strzałami ze stałych fragmentów gry, jak w ćwierćfinałowej batalii z Holendrami, kiedy z rzutu wolnego z blisko 35 metrów strzelił gola decydującego o zwycięstwie Brazylijczyków. Często do akcji ofensywnych włączał się także prawy defensor Jorginho (30), który zapisał na swoim koncie dwie asysty. W ostatnim meczu w 22 minucie doznał kontuzji i został zastąpiony przez 24-letniego Cafu, dla którego był to pierwszy z trzech finałów mistrzostw świata. Defensywna taktyka Parreiry sprawiła, że często mogli się wykazać solidni stoperzy Aldair (29) i Márcio Santos (25) oraz bramkarz Cláudio Taffarel (28).
Za największą indywidualność drużyny powszechnie uznano napastnika Romário (28). Strzelił pięć goli, w tym decydujące o awansie do ćwierćfinału i finału, i był o krok od zgarnięcia korony króla strzelców. Bułgar Christo Stoiczkow i Rosjanin Oleg Salenko zaliczyli tylko o jedno trafienie więcej. Partner Romario z ataku – Bebeto (30) – zdobył trzy bramki. Mimo iż wiele mówiło się o tym, że obaj piłkarze nie darzą się sympatią, to na boisku porozumiewali się bez zarzutu i byli najskuteczniejszym duetem mistrzostw. Łącznie ośmiokrotnie pokonywali bramkarzy rywali, to znaczy, że byli strzelcami 73% wszystkich goli zdobytych przez Canarinhos w czasie turnieju. Bebeto po bramce w meczu z Holandią po raz pierwszy zaprezentował światu słynną kołyskę na cześć nowo narodzonego dziecka. Całe mistrzostwa z ławki rezerwowych obserwował 18-letni Ronaldo.
Po turnieju Parreira przekazał stery reprezentacji Mário Zagallo, który zmuszony był zrezygnować z usług większości mistrzów świata. Kilku z nich po transferach do europejskich klubów szybko zatraciła formę, poza tym średnia wieku ekipy, która zdobyła Puchar Świata, wynosiła 28 lat i wielu z zawodników zakończyło reprezentacyjne kariery przed kolejnym Mundialem. Do Francji Zagallo zabrał tylko siedmiu z nich (zabrakło m.in. Romario), a w zespole, który w 2002 roku powtórzył wynik podopiecznych Parreiry, z mistrzów świata 1994 zagrali tylko rezerwowi w USA Cafu i Ronaldo.

### 2002
Brazylijczycy już po drugim meczu grupowym zapewnili sobie awans do kolejnej rundy. Selekcjoner Luiz Felipe Scolari dał więc w ostatnim spotkaniu szansę występu rezerwowym. Zagrali wówczas m.in. strzelec bramki Júnior i 20-letni Kaká, późniejsza gwiazda Milanu. W 1/8 finału Canarinhos ograli Belgię, ale spotkanie to wywołało wiele kontrowersji, gdyż zdaniem komentatorów sędzia nie uznał prawidłowo zdobytej bramki podopiecznym Roberta Waseige’a. Mecz ćwierćfinałowy z Anglią zapisał się w historii jako przede wszystkim popis Ronaldinho, który strzelił gola z rzutu wolnego z około 40 metrów. W półfinale po raz drugi w turnieju Brazylijczycy pokonali Turków, a w batalii finałowej, dzięki dwóm bramkom Ronaldo, okazali się lepsi od Niemców; tamten mecz określany był mianem pojedynku najlepszego napastnika turnieju (Ronaldo) z najlepszym bramkarzem (Oliver Kahn).
Scolari preferował ustawienie 1-5-2-3, zmieniające się w czasie meczu na ofensywne 1-3-4-3, w którym przesuwał nominalnych bocznych obrońców Cafu (32 lata), dla którego występ w finale mistrzostw był trzecim z kolei, i Roberto Carlosa (29) do linii pomocy i powierzał im obowiązki klasycznych skrzydłowych.
W szarżach na bramkę rywali wyspecjalizował się „atak R”. Ronaldo (26) zdobył osiem goli, z czego dwa w finale, i został królem strzelców azjatyckiej imprezy oraz, w opinii wielu obserwatorów, jej największą indywidualnością. Z dobrej strony zaprezentował się 22-letni Ronaldinho, szybki drybler, którego bramka z rzutu wolnego strzelona Davidowi Seamanowi uznana została za jedną z najładniejszych w całym turnieju. Najbardziej doświadczony z całej trójki – Rivaldo (30) – trafiał do siatki rywali w pięciu kolejnych spotkaniach i, chociaż dziennikarze narzekali, że gra zbyt indywidualnie, stanowił mocny punkt zespołu.
Podopieczni Scolariego wygrali wszystkie mecze, strzelili osiemnaście goli, a stracili cztery. Bramkarz Marcos (28), który przed turniejem typowany był na zmiennika Didy, zdaniem wielu komentatorów, nie zawiódł. W czasie mistrzostw kilkakrotnie ratował Canarinhos przed utratą bramek, został wybrany na najlepszego piłkarza meczu 1/8 finału z Belgią. Dziennikarze uznali go za godnego następcę najwybitniejszych golkiperów Brazylii – Gilmara i Cláudio Taffarela.
W linii obrony grało trzech zawodników – Lúcio (24), Roque Júnior (26) i Edmilson (26) – w razie potrzeby wspomaganych przez Cafu i Roberto Carlosa. Defensorzy skupiali się niemal wyłącznie na zadaniach obronnych i rzadko włączali się do akcji ofensywnych, najbardziej aktywny był Edmilson, w klubie Olympique Lyon występujący jako pomocnik. W czasie turnieju strzelił jednego gola, w spotkaniu z Kostaryką.
Łącznikiem między obroną, a linią ataku był defensywny pomocnik Gilberto Silva (26), jedyny, oprócz Marcosa, Cafu i Lúcio, który rozegrał wszystkie mecze od pierwszej do ostatniej minuty. Zawodnik Atletico Mineiro Belo Horizonte, który po Mundialu przeszedł do Arsenal F.C., w ofensywnym ustawieniu Brazylii odpowiedzialny był za destrukcję; już na połowie przeciwnika zatrzymywał jego ataki i szybkim podaniem uruchamiał bocznych pomocników lub bezpośrednio napastników. Jego partner z drugiej linii Juninho Paulista (29), zmieniony od meczu ćwierćfinałowego przez Klébersona (23), miał był rozgrywającym. Jednak kontuzja Emersona, który pierwotnie miał grać na tej pozycji, dobra forma Gilberto Silvy i modyfikacja stylu gry reprezentacji, polegająca na przewadze zagrań bezpośrednich do atakujących, sprawiły, że jego rola ograniczała się do przeszkadzania przeciwnikowi i wspomagania w zadaniach obronnych Gilberto Silvy.

### 2006
W 2006 roku na mundialu pierwszy mecz w grupie rozegrali z Chorwacją, z którą wygrali 1:0 po bramce Kaki w 44 minucie. W następnym meczu z Australią po golach Adriano i Freda Brazylia zaliczyła kolejne zwycięstwo. W trzecim meczu grupowym w 34 minucie Japończyk Keiji Tamada strzelił jedynego gola dla Japonii mimo to Brazylia wypracowała cztery bramki i wygrała 1:4. W 1/8 finału zmierzyli się z Ghaną pokonując ją 3:0. W ćwierćfinale odpadli z Francją po bramce Thierry’ego Henry’ego. Na mundialu Brazylijczycy strzelili razem 10 bramek. Canarinhos podchodzili do turnieju w Niemczech jako główni faworyci. Bukmacherzy bezapelacyjnie stawiali na drużynę Brazylii, z racji na skład jakim dysponowała oraz wygrany Puchar Konfederacji w 2005 roku na niemieckich stadionach. Brazylijczycy zawiedli, a głównej przyczyny porażki upatrywano w nadmiernej pewności siebie oraz przemęczeniu kilku kluczowych graczy jak chociażby Ronaldinho. Sześć miesięcy po Mundialu światło dzienne ujrzała informacja o imprezowym stylu życia reprezentantów Brazylii w trakcie Mistrzostw Świata mającym znaczący wpływ na ich słabą formę.

### 2010
W 2010 roku na mundialu Brazylia rozegrała pierwszy mecz z Koreą Północną, z którą wygrała 2:1 po bramkach Maicona i Elano. W drugim meczu rywalizowała z Wybrzeżem Kości Słoniowej i wygrała 3:1 po dwóch bramkach Luísa Fabiano i jednej Elano. W ostatnim meczu grupowym zremisowali bezbramkowo z Portugalią i ostatecznie zajęli pierwsze miejsce w grupie. W 1/8 finału pokonali Chile 3:0. W ćwierćfinale zmierzyli się z Holandią. Mimo że Brazylia prowadziła po bramce Robinho w 10 minucie, przegrali 2:1 po stracie dwóch goli strzelonych przez Sneijdera. Brazylia więc, tak jak cztery lata wcześniej odpadła już w ćwierćfinale.

### 2013
W 2013 roku Pucharze Konfederacji rozgrywanym w Brazylii kadra Luiza Felipe Scolariego wyszła z grupy A pokonując kolejno Japonię 3:0, Meksyk 2:0 i w końcówce wygrała z kadrą Włoch 4:2 po dwukrotnym trafieniu Freda, po jednej bramce zdobyli Dante i Neymar. Zespół uzyskał awans do półfinału, gdzie zagrał z Urugwajczykami. Brazylia wygrała ten mecz 2:1 po golach Freda i byłego zawodnika ŁKS-u Łódź Paulinho, dla Urugwaju strzelił jedyną bramkę Edinson Cavani. W finale zmierzyła się z drużyną Hiszpanii i zwyciężyła 3:0 po dwóch golach Freda i jednym Neymara. Po zakończeniu turnieju nagrodzono srebrnym butem Freda, złotą piłkę otrzymał Neymar, a złote rękawice trafiły w ręce golkipera Canarinhos Júlio Césara. Brązową piłkę zdobył Paulinho.

### 2014
Reprezentacja była gospodarzem Mistrzostw Świata w Piłce Nożnej i została automatycznie przydzielona do grupy A. Brazylia w meczu otwarcia Mistrzostw wygrała 3:1 z Chorwacją na Arenie Corinthians w São Paulo. W kolejnym meczu na arenie Castelão w Fortalezie, rozegrała pojedynek z reprezentacją Meksyku. Mecz skończył się bezbramkowym remisem, a bohaterem spotkania został bramkarz Meksyku Guillermo Ochoa, który bronił kolejne strzały Brazylijczyków. W ostatnim meczu fazy grupowej 23 czerwca Brazylia zmierzyła się z Kamerunem. Reprezentacja Brazylii wygrała to spotkanie 4:1 – autorami goli byli Neymar (2), Fred i Fernandinho. Brazylia wygrała swoją grupę. W 1/8 finału spotkała się z Chile. Mecz skończył się remisem 1:1, w dogrywce nie padł ani jeden gol, więc konieczne było przeprowadzenie serii rzutów karnych. W niej lepsi okazali się Brazylijczycy, wygrywając 3:2. Kolejnym rywalem w drodze do finału była Kolumbia. Mecz skończył się wynikiem 2:1. Gole dla Brazylii strzelili Thiago Silva oraz David Luiz. Dla Kolumbii z rzutu karnego strzelił James Rodríguez, dla którego to był szósty gol na tych mistrzostwach. 8 lipca na stadionie Estádio Mineirão w Belo Horizonte w meczu półfinałowym Brazylia przegrała z Niemcami 1:7 tracąc szansę na 6 mistrzostwo oraz ponosząc największą w swojej historii porażkę. Ostatecznie Brazylia zakończyła udział w mistrzostwach na 4. miejscu przegrywając na stadionie Estádio Nacional w Brasílii w meczu o brązowy medal z Holandią 0:3.

### 2016
Brazylijczycy byli również gospodarzami Letnich Igrzysk Olimpijskich 2016. W rozegranym w dniach 4–20 sierpnia turnieju mężczyzn w piłce nożnej najpierw zagrali w grupie A z Danią, Irakiem i RPA. Po pewnym zwycięstwie z Duńczykami 4:0 przyszły bezbramkowe remisy z Republiką Południowej Afryki i reprezentantem strefy azjatyckiej. Z pięcioma punktami na koncie Canarinhos awansowali do ćwierćfinałów w których wygrali z Kolumbią 2:0. W półfinałach los skojarzył ich z Hondurasem z którym Brazylia pewnie wygrała 6:0. W finale olimpijskiego turnieju ekipa Brazylii ograła zaś po rzutach karnych Niemców, stając się tym samym pierwszy raz w historii mistrzem olimpijskim.
Rok 2016 był także okresem, w którym rozgrywany był turniej o Copa America. Ekipa Brazylii spisała się w nim jednak słabo odpadając już po fazie grupowej (zwycięstwo z Haiti 7:1, bezbramkowy remis z Ekwadorem i minimalna porażka z Peru).

### 2018
Reprezentacja Brazylii awansowała na Mistrzostwa Świata w Rosji z pierwszego miejsca w swojej konfederacji z dorobkiem 41 punktów po dwunastu zwycięstwach, pięciu remisach i jednej porażce. Grała na nich w grupie E razem ze Szwajcarią, Kostaryką i Serbią. Po remisie 1:1 ze Szwajcarami w pierwszym meczu przyszły dwa zwycięstwa po 2:0 odpowiednio z Kostaryką i Serbią co pozwoliło ekipie Canarinhos z awansować z pierwszego miejsca do 1/8 finału. W tej fazie turnieju ich rywalem była reprezentacja Meksyku. Wygrywając ten mecz 2:0 Brazylijczycy awansowali do ćwierćfinału mundialu w którym zmierzyli się z Belgami. Przegrali jednak to spotkanie 1:2 i odpadli z turnieju.

### 2021
W 2021 Brazylia była gospodarzem Copa America. W fazie grupowej Brazylia zajęła pierwsze miejsce wygrywając: 3:0 z Wenezuelą, 4:0 z Peru i 2:1 z Kolumbią. Zremisowała też 1:1 z Ekwadorem. W ćwierćfinale wygrała 1:0 z Chile a w półfinale 1:0 z Peru. W finale jednak przegrała w finale z Argentyną 0:1 przez co zajęła 2. miejsce. Piłkarzami Brazylii którzy znaleźli się w drużynie turnieju byli Neymar Jr, Casemiro i Marquinhos.
W 2021 Brazylia grała również na Igrzyskach w Tokio które wygrała wygrywając z Hiszpanią w finale po dogrywce 2:1. Królem strzelców został grający w Brazylii Richarlison.

## Udział w międzynarodowych turniejach
| 1900 | Nie brała udziału       | Nie brała udziału       |
| 1904 | Nie brała udziału       | Nie brała udziału       |
| 1908 | Nie brała udziału       | Nie brała udziału       |
| 1912 | Nie brała udziału       | Nie brała udziału       |
| 1920 | Nie brała udziału       | Nie brała udziału       |
| 1924 | Nie brała udziału       | Nie brała udziału       |
| 1928 | Nie brała udziału       | Nie brała udziału       |
| 1936 | Nie brała udziału       | Nie brała udziału       |
| 1948 | Nie brała udziału       | Nie brała udziału       |
| 1952 | Awans                   | Ćwierćfinał             |
| 1956 | Nie zakwalifikowała się | Nie zakwalifikowała się |
| 1960 | –                       | Pierwsza runda          |
| 1964 | –                       | Pierwsza runda          |
| 1968 | –                       | Pierwsza runda          |
| 1972 | –                       | Pierwsza runda          |
| 1976 | Awans                   | IV miejsce              |
| 1980 | Nie zakwalifikowała się | Nie zakwalifikowała się |
| 1984 | Awans                   | II miejsce              |
| 1988 | Awans                   | II miejsce              |
| 1992 | Nie zakwalifikowała się | Nie zakwalifikowała się |
| 1996 | Awans                   | III miejsce             |
| 2000 | Awans                   | Ćwierćfinał             |
| 2004 | Nie zakwalifikowała się | Nie zakwalifikowała się |
| 2008 | Awans                   | III miejsce             |
| 2012 | Awans                   | II miejsce              |
| 2016 | Gospodarz               | Mistrzostwo             |
| 2020 | Awans                   | Mistrzostwo             |
| 2024 |                         |                         |
| 2028 |                         |                         |

| 1930 | Awans     | Faza grupowa   |
| 1934 | Awans     | Pierwsza runda |
| 1938 | Awans     | III miejsce    |
| 1950 | Gospodarz | II miejsce     |
| 1954 | Awans     | Ćwierćfinał    |
| 1958 | Awans     | Mistrzostwo    |
| 1962 | Awans     | Mistrzostwo    |
| 1966 | Awans     | Faza grupowa   |
| 1970 | Awans     | Mistrzostwo    |
| 1974 | Awans     | IV miejsce     |
| 1978 | Awans     | III miejsce    |
| 1982 | Awans     | Druga Runda    |
| 1986 | Awans     | Ćwierćfinał    |
| 1990 | Awans     | 1/8 finału     |
| 1994 | Awans     | Mistrzostwo    |
| 1998 | Awans     | II miejsce     |
| 2002 | Awans     | Mistrzostwo    |
| 2006 | Awans     | Ćwierćfinał    |
| 2010 | Awans     | Ćwierćfinał    |
| 2014 | Gospodarz | IV miejsce     |
| 2018 | Awans     | Ćwierćfinał    |
| 2022 | Awans     | Ćwierćfinał    |
| 2026 | Awans     |                |

### Copa América
| - 1916 – III miejsce - 1917 – III miejsce - 1919 – Mistrzostwo - 1920 – III miejsce - 1921 – II miejsce - 1922 – Mistrzostwo - 1923 – IV miejsce - 1924 – Wycofała się - 1925 – II miejsce - 1926–1935 – Wycofała się - 1937 – II miejsce - 1939–1941 – Wycofała się - 1942 – III miejsce - 1945 – II miejsce - 1946 – II miejsce - 1947 – Wycofała się - 1949 – Mistrzostwo - 1953 – II miejsce - 1955 – Wycofała się - 1956 – IV miejsce - 1957 – II miejsce - 1959 – II miejsce |  | - 1959 – III miejsce - 1963 – IV miejsce - 1967 – Wycofała się - 1975 – III miejsce - 1979 – III miejsce - 1983 – II miejsce - 1987 – Faza grupowa - 1989 – Mistrzostwo - 1991 – II miejsce - 1993 – Ćwierćfinał - 1995 – II miejsce - 1997 – Mistrzostwo - 1999 – Mistrzostwo - 2001 – Ćwierćfinał - 2004 – Mistrzostwo - 2007 – Mistrzostwo - 2011 – Ćwierćfinał - 2015 – Ćwierćfinał - 2016 – Faza grupowa - 2019 – Mistrzostwo - 2021 – II miejsce |

### Puchar Konfederacji
- 1992 – Nie brała udziału
- 1995 – Nie brała udziału
- 1997 – Mistrzostwo
- 1999 – II miejsce
- 2001 – IV miejsce
- 2003 – Faza grupowa
- 2005 – Mistrzostwo
- 2009 – Mistrzostwo
- 2013 – Mistrzostwo
- 2017 – Nie zakwalifikowała się

## Aktualna kadra
Kadra na mecze towarzyskie przeciwko reprezentacji Gwinei i Senegalu, które odbyły się 17 i 20 czerwca 2023. Występy i gole aktualne na 20 czerwca 2023.
| Nr         | Imię i nazwisko | Data urodzenia       | Występy   | Gole      | Klub                |
| Bramkarze  | Bramkarze       | Bramkarze            | Bramkarze | Bramkarze | Bramkarze           |
| ---------- | --------------- | -------------------- | --------- | --------- | ------------------- |
| 1          | Alisson Becker  | 2 października 1992  | 61        | 0         | Liverpool           |
| 12         | Weverton        | 13 grudnia 1987      | 10        | 0         | Palmeiras           |
| 23         | Ederson         | 17 sierpnia 1993     | 21        | 0         | Manchester City     |
| Obrońcy    |                 |                      |           |           |                     |
| 2          | Danilo          | 15 lipca 1991        | 51        | 1         | Juventus            |
| 3          | Éder Militão    | 18 stycznia 1998     | 30        | 2         | Real Madryt         |
| 4          | Marquinhos      | 14 maja 1994         | 78        | 6         | Paris Saint-Germain |
| 6          | Alex Telles     | 15 grudnia 1992      | 12        | 0         | Sevilla             |
| 13         | Vanderson       | 21 czerwca 2001      | 1         | 0         | Monaco              |
| 14         | Robert Renan    | 11 października 2003 | 0         | 0         | Zenit Petersburg    |
| 15         | Roger Ibañez    | 23 listopada 1998    | 2         | 0         | AS Roma             |
| 16         | Ayrton Lucas    | 19 czerwca 1997      | 2         | 0         | Flamengo            |
| Pomocnicy  |                 |                      |           |           |                     |
| 5          | Casemiro        | 23 lutego 1992       | 71        | 7         | Manchester United   |
| 7          | Lucas Paquetá   | 27 sierpnia 1997     | 42        | 9         | West Ham United     |
| 8          | Bruno Guimarães | 16 listopada 1997    | 12        | 1         | Newcastle United    |
| 17         | André           | 16 lipca 2001        | 1         | 0         | Fluminense          |
| 18         | Joelinton       | 14 sierpnia 1996     | 2         | 1         | Newcastle United    |
| 20         | Raphael Veiga   | 19 czerwca 1995      | 3         | 0         | Palmeiras           |
| Napastnicy |                 |                      |           |           |                     |
| 9          | Richarlison     | 10 maja 1997         | 44        | 20        | Tottenham Hotspur   |
| 10         | Vinícius Júnior | 12 lipca 2000        | 23        | 3         | Real Madryt         |
| 11         | Rodrygo         | 9 stycznia 2001      | 14        | 2         | Real Madryt         |
| 19         | Pedro           | 20 czerwca 1997      | 6         | 1         | Flamengo            |
| 21         | Malcom          | 26 lutego 1997       | 2         | 0         | Zenit Petersburg    |
| 22         | Rony            | 11 maja 1995         | 3         | 0         | Palmeiras           |

#### Najwięcej goli w kadrze

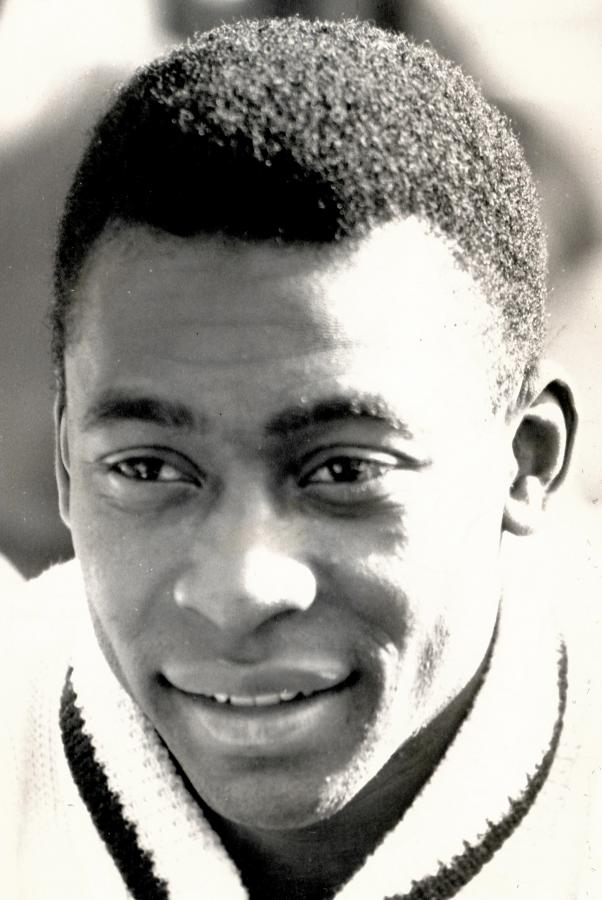
Pele w 1962 pobił rekord wówczas należący do Ademira. Jest też zawodnikiem o najlepszej średniej goli na mecz spośród piłkarzy z min. 32 bramkami

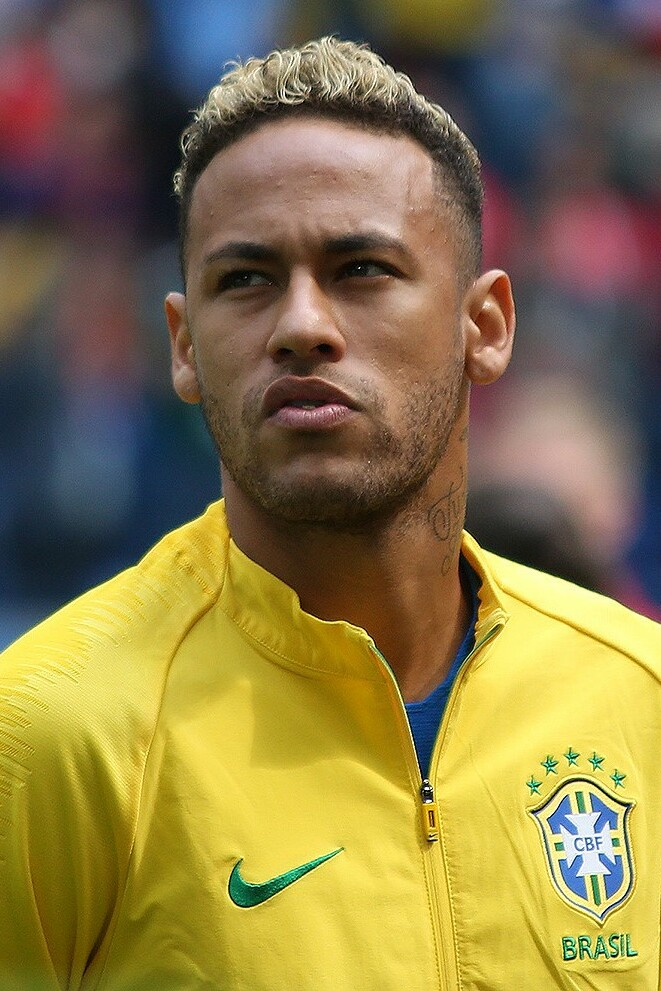
Neymar w 2022 wyrównał rekord należący do Pelego

### Rekordziści
| Lp. | Zawodnik         | Lata gry w kadrze | Mecze | Bramki |
| --- | ---------------- | ----------------- | ----- | ------ |
| 1.  | Cafu             | 1990–2006         | 142   | 4      |
| 2   | Dani Alves       | 2006–2022         | 126   | 8      |
| 2   | Neymar           | 2010–             | 126   | 79     |
| 4.  | Roberto Carlos   | 1992–2006         | 125   | 11     |
| 5.  | Thiago Silva     | 2008–             | 113   | 7      |
| 6.  | Lúcio            | 2000–2011         | 105   | 4      |
| 7.  | Cláudio Taffarel | 1987–1998         | 101   | 0      |
| 8.  | Robinho          | 2003–2017         | 100   | 28     |
| 9.  | Djalma Santos    | 1952–1968         | 98    | 3      |
| 9.  | Ronaldo          | 1994–2011         | 98    | 62     |

| Lp. | Zawodnik   | Lata gry w kadrze | Bramki | Mecze | Średnia |
| --- | ---------- | ----------------- | ------ | ----- | ------- |
| 1.  | Neymar     | 2010–             | 79     | 126   | 0.63    |
| 2.  | Pelé       | 1957–1971         | 77     | 92    | 0.84    |
| 3.  | Ronaldo    | 1994–2011         | 62     | 98    | 0.63    |
| 4.  | Romário    | 1987–2005         | 55     | 70    | 0.79    |
| 5.  | Zico       | 1976–1986         | 48     | 71    | 0.68    |
| 6.  | Bebeto     | 1985–1998         | 39     | 75    | 0.52    |
| 7.  | Rivaldo    | 1993–2003         | 35     | 74    | 0.47    |
| 8.  | Jairzinho  | 1964–1982         | 33     | 81    | 0.41    |
| 8.  | Ronaldinho | 1999–2013         | 33     | 97    | 0.34    |
| 10. | Ademir     | 1945–1953         | 32     | 39    | 0.82    |
| 10. | Tostão     | 1966–1972         | 32     | 54    | 0.59    |

## Szkoleniowcy

### Trenerzy od lat 80.
| Trener1                 | Data zatrudnienia    | Data rezygnacji      | Liczba meczów | Z  | R  | P |
| ----------------------- | -------------------- | -------------------- | ------------- | -- | -- | - |
| Telê Santana            | 2 kwietnia 1980      | 5 lipca 1982         | 38            | 29 | 6  | 3 |
| Carlos Alberto Parreira | 28 kwietnia 1983     | 4 listopada 1983     | 14            | 5  | 7  | 2 |
| Edu Antunes             | 10 czerwca 1984      | 21 czerwca 1984      | 3             | 1  | 1  | 1 |
| Evaristo de Macedo      | 25 kwietnia 1985     | 21 maja 1985         | 6             | 3  | 0  | 3 |
| Telê Santana            | 2 czerwca 1985       | 21 czerwca 1986      | 17            | 11 | 4  | 2 |
| Carlos Silva            | 19 maja 1987         | 12 października 1988 | 20            | 13 | 5  | 2 |
| Sebastião Lazaroni      | 15 marca 1989        | 24 czerwca 1990      | 35            | 21 | 8  | 6 |
| Falcão                  | 12 września 1990     | 21 lipca 1991        | 17            | 6  | 7  | 4 |
| Carlos Alberto Parreira | 30 października 1991 | 21 czerwca 1994      | 47            | 28 | 14 | 5 |
| Mário Zagallo           | 23 grudnia 1994      | 12 lipca 1998        | 72            | 54 | 12 | 6 |
| Vanderlei Luxemburgo    | 23 września 1998     | 3 września 2000      | 34            | 21 | 8  | 5 |
| Émerson Leão            | 15 listopada 2000    | 9 czerwca 2001       | 11            | 4  | 4  | 3 |
| Luiz Felipe Scolari     | 1 lipca 2001         | 21 sierpnia 2002     | 25            | 19 | 1  | 5 |
| Carlos Alberto Parreira | 12 lutego 2003       | 19 lipca 2006        | 55            | 30 | 18 | 7 |
| Dunga                   | 24 lipca 2006        | 2 lipca 2010         | 60            | 42 | 12 | 6 |
| Mano Menezes            | 24 lipca 2010        | 23 listopada 2012    | 33            | 21 | 6  | 6 |
| Luiz Felipe Scolari     | 29 listopada 2012    | 14 lipca 2014        | 29            | 19 | 6  | 4 |
| Dunga                   | 22 lipca 2014        | 14 czerwca 2016      | 26            | 18 | 5  | 3 |
| Tite                    | 16 czerwca 2016      | 9 grudnia 2022       | 81            | 60 | 15 | 6 |
| Ramon Menezes Hubner    | 15 lutego 2023       | 26 maja 2025 roku    | 3             | 11 | 8  | 8 |
| Carlo Ancelotti         | 26 maja 2025 roku    | nadal                | 1             | 1  | 0  | 0 |

1 W tabeli uwzględniono tych trenerów, którzy prowadzili reprezentację w minimum 3 meczach.
Aktualizacja: 21 czerwca 2023

### Złoci trenerzy
- 1958 – Vicente Feola (w eliminacjach – Osvaldo Brandão)
- 1962 – Aymoré Moreira
- 1970 – Mário Zagallo (w eliminacjach – João Saldanha)
- 1994 – Carlos Alberto Parreira
- 2002 – Luiz Felipe Scolari (w eliminacjach też – Vanderlei Luxemburgo i Émerson Leão)

## Odniesienia w kulturze masowej
- Utwór „Brasil!” polskiej grupy muzycznej Flapjack, opublikowany na albumie Fairplay z 1996, dotyczy bezpośrednio reprezentacji Brazylii. Tekst utworu stanowi wyartykułowany skład drużyny Brazylii z podaniem ustawienia na boisku.